# Manuel de Jesús Subirana
Manuel de Jesús Subirana fue un sacerdote de origen español.

## Biografía
Manuel de Jesús Subirana. Nació en 1807 en la localidad de Manresa (Barcelona) en España. Murió el 27 de noviembre de 1864, en el lugar llamado “Potrero de los Olivos”, situado al Norte y en la jurisdicción de Santa Cruz de Yojoa, del actual departamento de Cortés, y cumpliendo un deseo testamentario, sus restos fueron trasladados hasta la ciudad de Yoro, para ser depositados en la iglesia.

## Obra misionera
Subirana, entró a temprana edad en el seminario de la ciudad de Vich del cual se ordenó en el año de 1834, fue nombrado sacerdote en su ciudad natal hasta 1845; se embarcó hacía Cuba a la cual llegaría en 1850, donde emprendió su labor misionera bajo auspicios del arzobispo Antonio María Claret y Clara, en 1856 a 1857 lo encontramos en la Diócesis de San Salvador, bajo dirección del obispo Tomás Saldaña y Olivares.
En el año de 1857 se traslada a Honduras, cuando contaba con cuarenta y nueve años de edad; era un hombre de gran intelecto y con una gran experiencia misionera cristiana. Fue recibido por el Obispo de la Diócesis de Comayagua, fray Hipólito Casiano Flores, quien le autorizase para que se desempeñe en su labor misionera en el territorio hondureño. Subirana, luego se trasladó a La Mosquitia hondureña, sector oriental del país colindante con Nicaragua, su misión era la de evangelizar a los habitantes de dicha región, divididos en: Zambos, Payas, Misquitos, Jicaques, Toacas, Sumos caribes y otros, que en gran número tenían creencias paganas y supersticiosas.
En 1858 se trasladó al departamento de Yoro donde dedicó la mejor parte de su apostolado misionero, comenzando por aprender la lengua tol usada por los indios Jicaques o Xicaques de tal forma que vivió entre ellos. El cacique Cohayatbol se resistía a toda enseñanza y evangelización cristiana del misionero Subirana, hasta que un día dicho cacique sufrió un fuerte dolor de cabeza, por lo cual fue llamado el padre Subirana, quien rezó y el dolor de cabeza desapareció; desde ese día en la montaña Pijol el cacique Cohayatbol se convirtió al cristianismo, bautizándose y convirtiéndose a la nueva fe. Según sus informes llegó a bautizar unos 9,000 xicaques, es decir casi la totalidad de los que vivían en esa época. Por lo que se le atribuyó como el primer milagro.

## Famoso Milagro del Padre Subirana
La lluvia de peces en la comunidad de Yoro, Se dice que es un milagro del padre Subirana, considerándose por muchos como un santo. El hecho fue el siguiente, El Padre Subirana al encontrarse en Honduras, con mucha gente pobre y hambrienta, oró durante tres días y tres noches pidiendo a Dios un milagro que ayudara a los más necesitados a conseguir alimento. Por consiguiente, las suplicas fueron escuchadas y Dios provocó una lluvia de peces, en aquel lugar. Muchos son los escépticos de todo el mundo que se han trasladado a la localidad, para informarse y estudiar el dichoso milagro lluvia de peces en Yoro.